# Ichigo Kurosaki
Ichigo Kurosaki (jap. 黒崎一護 Kurosaki Ichigo) – główny bohater anime oraz mangi Bleach. Opowieść rozpoczyna się gdy Ichigo otrzymuje moce shinigami w wyniku przebicia jego serca przez zanpakutō Rukii Kuchiki, jednej z wielu shinigami, zamieszkujących Soul Society. Otrzymując nowe moce pozbawił ich Rukię, wskutek czego czasowo zmuszony jest chronić ludzi przed upadłymi duszami zwanymi hollowami oraz wysyłaniu dobrych dusz, plusów, do zaświatów. Według głosowań zawartych w magazynie „Weekly Shonen Jump”, Ichigo pozostaje pierwszą najpopularniejszą postacią serii Bleach, chociaż jego przewaga stopniowo się zmniejsza.

## Informacje ogólne
Ichigo jest pesymistycznym 15-latkiem, który stara się robić wrażenie niedostępnego. Później okazuje się być jako milszym i inteligentniejszym, niż by sugerował jego wygląd.
Ichigo ma pomarańczowe włosy, przez co często bywa atakowany przez starszych uczniów swojej szkoły. W walkach często pomaga mu Sado „Chad” Yasutora. Twierdzi, że nie obchodzi go, co inni o nim myślą.
Ichigo lubi czekoladę i pikantne potrawy. Jego ulubionymi osobami są Al Pacino i Mike Ness, a najbardziej podziwia Williama Shakespeare’a. Czuje się niepewnie w pobliżu nagich lub skąpo ubranych kobiet.
Ichigo jest również zdolnym uczniem, plasującym się na 23. z 322 miejsc w jego szkole. O ile na początku przeraziło to Keigo Asano (obawiał się, że Ichigo zmienia się w kujona), Ichigo tłumaczy, że regularnie się uczy i nie zaniedbuje prac domowych głównie dlatego, że według jego słów, nie ma nic lepszego do robienia w domu. Wielu ludzi źle go ocenia na podstawie jego niecodziennego koloru włosów, więc Ichigo ciężko pracuje, żeby pokazać im, na ile są w błędzie.
Jego imię oznacza „ten, który chroni” („一” jeden; „護” chronić). W jego nazwisku „kuro” (黒) znaczy „czarny”, a „saki” (崎) oznacza „przylądek”.

## Rodzina
Ichigo mieszka ze swoim ojcem, Isshinem Kurosaki, oraz dwiema siostrami, Yuzu i Karin. Jego ojciec prowadzi w domu małą klinikę medyczną, w czym pomaga mu cała rodzina. Isshin prowadzi swego rodzaju współzawodnictwo z synem, wskutek czego często atakuje Ichigo z zaskoczenia.
Rodzina Kurosaki wydaje się być w miarę normalna, oprócz jednego faktu. Ichigo, jak również w mniejszym stopniu jego rodzeństwo, posiada zdolność widzenia i komunikowania się z duchami. O ile cała rodzina jest w stanie widzieć duchy, Ichigo ma najwięcej naturalnej mocy duchowej – chociaż Karin ma porównywalny poziom świadomości duchowej. Okazuje się też, że ojciec Ichigo był dowódcą oddziału skazanym na banicję, który dwadzieścia lat przed główną fabułą mangi i anime wyrzekł się swoich mocy, dopiero niedawno je odzyskując.

## Życiorys
Matka Ichigo, Masaki Kurosaki, zapisała go do dojo, by uczył się karate, gdy miał 4 lata. Tam poznał Tatsuki Arisawę, z którą na początku przegrywał. Zawsze przy tym zaczynał płakać, i natychmiast pocieszała go jego matka, do której był bardzo przywiązany.
Kiedy Ichigo miał 9 lat, Masaki została zabita przez hollowa Grand Fishera („Wielkiego Rybaka”), chociaż Ichigo długo o tym nie wiedział, myśląc, że zabił ją samochód. Cała rodzina zmieniła się po śmierci Masaki – Karin zdecydowała się już nigdy nie płakać, a Yuzu przejęła obowiązki domowe. Zanim Ichigo dowiedział się o Grand Fisherze, czuł się winny za śmierć matki.
Na początku nauki w szkole średniej Ichigo spotkał Yasutorę Sado, wtedy chodzącego do szkoły średniej Mashiba, który pomógł mu w walce. Ichigo niepoprawnie odczytał imię Sado jako „Chado” (znak 茶 mógł być czytany na oba sposoby) i używał tego imienia nawet, kiedy został poprawiony. Chado, mimo niezwykłej siły, często bywał obiektem pobić, odmawiał walki w obronie własnej z powodu obietnicy, jaką złożył swojemu dziadkowi jako dziecko. Po odkryciu tego, Ichigo zawarł z Chado umowę, w której obiecali sobie walczyć za siebie nawzajem w każdej sytuacji.

## Zdolności

### Moce shinigami
Ichigo, mimo braku jakiejkolwiek oficjalnej rangi, potrafi walczyć na poziomie równym dowódcom oddziałów shinigami i posiada kilka silnych technik. Według Aizena i Urahary, jego najbardziej zadziwiającą zdolnością jest jego szybkość rozwoju: Ichigo opanowuje podstawy zaawansowanych technik w przeciągu dni, podczas gdy komuś innemu mogłoby to zająć tygodnie albo lata. Przykładem może być ostateczne uwolnienie mocy jego zanpakutō, które poznaje w trzy dni, podczas gdy normalny shinigami potrzebowałby co najmniej dziesięciu lat specjalnego treningu dla tych samych skutków. Trzeba jednak przyznać, że użył on specjalnego urządzenia zaprojektowanego przez Uraharę, by przyspieszyć proces. Poza tym, Ichigo szybko opanowuje błyskawiczne kroki (shunpō) podczas treningu z Yoruichi.
Fizycznie, Ichigo jest w najwyższej formie nawet, kiedy nie jest w swoim duchowym ciele. Był trenowany w sztukach walki od najmłodszych lat, profesjonalnie i w domu, przez ataki z zaskoczenia jego ojca. Regularnie walczył i pokonywał gangsterów oraz tych, którzy go prowokowali, w szkole średniej, i wcześnie stał się lepszy w sztukach walki nawet od Tatsuki (drugiej najsilniejszej uczennicy szkoły średniej w Japonii).
W postaci shinigami jego już godna podziwu siła jest podniesiona do o wiele wyższego poziomu. Z łatwością używa swojego ogromnego miecza jedną ręką, skacze kilka pięter w górę, a w jednym przypadku błyskawicznie odparł trzech wicekapitanów z uwolnionymi zanpakutō *Forma Shikai* gołymi rękami, jednego po drugim. Jedno z ich zanpakutō zniszczył jednym ciosem.
Styl walki Ichigo opiera się głównie na jego zanpakutō i użyciu błyskawicznych kroków, co czyni go specjalistą od walki mieczem. Ichigo nigdy nikt nie nauczył się używania kidō (sztuk demonów, swoistej magii shinigami); ma nawet problemy z koncentrowaniem jego energii duchowej w określonym miejscu.
Zwykle, w świecie ludzi, moc kapitanów i wicekapitanów shinigami jest ograniczona do jednej piątej, żeby nie wywierali „niepotrzebnego wpływu”. Ichigo nie jest oficjalnym shinigami, więc nie ma takiego ograniczenia. Nie jest jasne, do czego odnosi się ten „niepotrzebny wpływ”, ale może chodzić o wypływającą moc duchową, doprowadzającą ludzi do świadomości duchowej i tworzenia własnej mocy. Moc ta może również przywoływać podążające za energią duchowa hollowy.
Ostatnia jego zdolność to Mugetsu (Ostateczna forma Tensy-Zangetsu). Kiedy to On Sam zmienia się w swoją katanę w jego prawej dłoni pojawia się czarny duchowy miecz, a jego moc przewyższa moce shinigami oraz pustych jest potężniejszy niż ktokolwiek, skutek uboczny jest taki że traci on moc shinigami.

### Moce hollow
Moce duchowe Ichigo nie są ograniczone tylko do umiejętności shinigami; posiadł on moce charakterystyczne dla hollowów w wyniku swojego treningu z Uraharą. Próbując przywrócić swoje uśpione moce shinigami, Ichigo zaczął zmieniać się w hollowa, przerywając transformację chwilę przed jej końcem, ale pozostawiając uśpionego wewnątrz siebie hollowa.
Hollow wewnątrz Ichigo jest odwrotnością charakteru Ichigo, sugerują to odwrócone kolory. Ten duch jest pewien swojej wyższości i wyśmiewa słabości Ichigo przy każdej okazji, chociaż marzy o kontrolowaniu mocy Ichigo samemu. Wyśmiewanie słabości swoich przeciwników jest kolejną cechą drugiej strony bohatera. Jest sadystyczny, potrafi zabijać dla samej przyjemności i w adaptacji anime oraz grach wideo często można ujrzeć szaleńczy, żądny krwi uśmiech na jego twarzy.
W trakcie wydawania serii moce hollowa ukazywały się na różne sposoby. Na początku, maska hollowa pojawiała się na ciele Ichigo, blokując w założeniu śmiertelne ciosy, chociaż Ichigo nigdy tego nie zauważał w czasie walki. Podczas jego walki z Byakuyą Kuchiki maska pojawiła się na jego twarzy, kiedy był bliski śmierci, pozwalając wewnętrznemu hollowowi na przejęcie kontroli nad ciałem, dopóki Ichigo go nie opanował. To samo wydarzyło się później wiele razy, chociaż Ichigo nabrał wprawy, opanowując hollowa szybciej i szybciej za każdym razem, w końcu potrafiąc doprowadzić się do normalności prawie natychmiast. Koncentracja na hollowie pozostawiała go jednak praktycznie sparaliżowanym i niezdolnym do walki.
Kiedy wewnętrzny hollow przejmuje kontrolę, Ichigo jest w stanie zignorować wszystkie rany, stając się o wiele szybszym i silniejszym niż normalnie. Arrancar Ulquiorra stwierdził, że ta zwielokrotniona siła, kiedy Ichigo jest w szale, jest jeszcze większa od jego własnej, chociaż ciągle waha się od ogromnej do słabej. Te wahania były głównym powodem, dla którego Ulquiorra pozwolił Ichigo przeżyć ich pierwsze spotkanie. Podczas treningu z visoredami, fizyczne ciało Ichigo zostało na krótko całkowicie opanowane przez jego wewnętrznego hollowa, sprawiając, że zewnętrznie kompletnie zmienił się w hollowa. Jako pełny hollow, Ichigo okazał zdolność do używania kilku potężnych zdolności, jak natychmiastowa regeneracja, wzmocnienie kończyn, i zdolność do wystrzeliwania pocisków cero z palców. Ichigo jednak nie przebywał w tej formie długo; wydostał się z ciała hollowa jako normalny shinigami.
Po tym treningu i podporządkowaniu sobie wewnętrznego hollowa, Ichigo nauczył się używania swojej maski hollowa bez utraty kontroli nad ciałem. Pierwotnie transformacja trwała maksymalnie 11 sek (inni visoredzi potrafią utrzymać to do 3 minut), jednak później, podczas walki z Grimmjowem, okazuje się, że pobyt w Hueco Mundo i starcia z Arrancarami pozwoliły mu na znacznie dłuższe utrzymanie tej formy. Kiedy jest w masce, jego moce hollowa działają razem z mocami shinigami, dając mu o wiele wyższą szybkość i siłę.

## Zanpakutō
Zanpakutō Ichigo nazywa się Zangetsu (斬月 dosł. morderczy księżyc). W odróżnieniu od innych shinigami, którzy potrafią zapieczętować swoje zanpakutō po ich uwolnieniu, zanpakutō Ichigo zawsze pozostaje na pierwszym poziomie uwolnienia, prawdopodobnie z powodu niezwykłego poziomu mocy duchowej właściciela. Yoruichi Shihouin stwierdziła, że Zangetsu należy do zanpakutō zawsze pozostających w uwolnionej formie, sugerując, że jest to po prostu inny typ zanpakutō, który po pierwszym uwolnieniu pozostaje w tym stanie.
Duch Zangetsu przypomina 30-40-letniego mężczyznę. Jest ukazany najczęściej jako mądry i spokojny, często sprawdzając Ichigo na niecodzienne sposoby, z których wiele ma cel dokładnie przeciwny do spodziewanego.
Kiedy Ichigo pierwszy raz został shinigami, jego zanpakutō był po prostu ogromną wersją zwykłej katany, noszoną przez Ichigo na plecach. Rozmiar miecza wynikał z potężnej, niekontrolowanej mocy duchowej Ichigo. W rezultacie miecz był dość słaby, jako stworzony z niewielkiej ilości mocy duchowej. Byakuya Kuchiki odciął większość ostrza podczas pierwszego spotkania z Ichigo, później zaś Kisuke Urahara ściął resztę do rękojeści, zmuszając Ichigo do poznania imienia zanpakutō i uwolnienia jego prawdziwej formy.

### Shikai
Uwolniona forma Zangetsu nie ma tsuby i przywodzi na myśl ogromny tasak. Miecz jest równie wysoki jak Ichigo (1,74 metra) i posiada czarne ostrze ze srebrną krawędzią. Ichigo nosi swój zanpakutō na plecach na materiale przypominającym bandaż, owiniętym wokół rękojeści. Poza walką materiał rozszerza się, pokrywając cały miecz i opada, kiedy jest to potrzebne, skracając się do odpowiedniej do walki długości. Ten materiał z rzadka bywa także używany do machania bronią jak cepem i rzucania nią w przeciwników. Pierwszy raz pokazał tę umiejętność hollow we wnętrzu Ichigo podczas walki z Kenpachim Zarakim.
Specjalną umiejętnością Zangetsu jest getsuga tenshō (月牙天衝, dosł. księżycowy kieł wbijający się w niebo), która koncentrując część reiatsu Ichigo wystrzeliwuje skoncentrowane fale energii w kształcie sierpa księżyca z czubka ostrza. Ichigo używa tej umiejętności bez znajomości nazwy kilka razy, ale dopiero, kiedy ją poznaje, opanowuje technikę. Zangetsu stwierdza, że znajomość nazwy robi różnicę w ilości uwalnianej energii.

### Bankai
Ostateczne uwolnienie Zangetsu, nazwane Tensa Zangetsu (天鎖斬月, dosł. niebiańskie łańcuchy – tnący księżyc) jest uznawane za niecodzienne wśród wszystkich zanpakutō. W odróżnieniu od większości ostatecznych uwolnień, zwykle tworzących ogromne stworzenie lub potężny efekt, Tensa Zangetsu zmniejsza jego miecz do katany z czarnym ostrzem, tsubą w kształcie manji (które jest znakiem kanji 卍, co oznacza „pełny, idealny”) i krótkim łańcuchem zwisającym na końcu rękojeści, zastępującym materiał z pierwszego stopnia uwolnienia. Poza zmianą miecza, ubranie Ichigo zostaje zastąpione przez czarny płaszcz sięgający do kostek, z długimi rękawami i czerwonymi wykończeniami, zapięty na klatce piersiowej, podobnie do płaszcza Zangetsu.
O ile ostateczne uwolnienie zwykle trwa dość krótko, pierwsza transformacja (jak i kilka innych dla dramatycznego efektu) jest dłuższa. Najpierw Ichigo koncentruje swoją duchową moc dookoła siebie i swojego miecza. Materiał na rękojeści owija się wokół jego ramienia i Ichigo wystrzeliwuje energię naprzód lub w stronę, w którą wskazuje jego miecz. Transformacja pozostawia za sobą ogromne tornado, które ukazuje Ichigo z uwolnionym mieczem, rozwiewając się.
Byakuya Kuchiki wyjaśnia, że ostateczne uwolnienie Zangetsu to skompresowanie mocy, zamiast prostego w założeniach rozszerzenia jej, jak inne ostateczne uwolnienia. Ta skompresowana moc pozwala Ichigo poruszać się szybciej niż podczas shunpou, dając mu również odpowiednią zręczność i refleks, co zapewnia mu możliwość używania jego naturalnej siły w pełni. Ichigo nie otrzymuje żadnych dodatkowych specjalnych zdolności, ale posiada czarną wersję getsuga tenshō. Poza zmianą koloru, czarna getsuga tenshō jest o wiele silniejsza i jej ruch może być kontrolowany wolą Ichigo. Pierwszy zaprezentował tę technikę wewnętrzny hollow Ichigo, i na początku jej użycie niosło ryzyko uwolnienia hollowa, ale od kiedy Ichigo zyskał nad nim kontrolę, przestało to być problemem.

### Saigo no Getsuga Tenshō
(最後の月牙天衝, Ostateczny Rozszarpujący Niebo Kieł Księżyca): Technika nabyta przez Ichigo w formie Bankai. Nazywana „Ostateczną Getsugą Tenshō”, bo jeśli Ichigo jej użyje, straci moce Shinigami. Na czas trwania w tej formie, Ichigo ma długie czarne włosy do pasa oraz czerwone oczy. Jest opleciony bandażami w morskim odcieniu, a na lewej ręce widnieje coś w rodzaju tatuażu. W prawej dłoni trzyma swego rodzaju miecz pokryty czarnym Reiatsu, tak, jak cała jego postać w tej formie W tym stanie Ichigo może użyć Mugetsu, ale tylko raz. Po przemianie towarzyszy mu silny ból z powodu tracenia mocy Shinigami, a wtedy pada nieprzytomny na ziemię. Następnie gdy się budzi, Reiatsu powoli się stabilizuje (jakiś miesiąc), by później całe jego Reiryoku znikło.
- Mugetsu (無月, Bezksiężycowe Niebo): Kurosaki tworzy ostrze czarnej energii w ręku i huśtawkowym ruchem celuje w przeciwnika. Wyglądem przypomina całkowitą ciemność. Nie towarzyszy mu żaden dźwięk, jest zupełnie cichy.

## Hollow Ichigo

### Zarys ogólny
Zaliczana do czarnych charakterów ciemna strona Ichigo. Jest niepoczytalny, przebiegły, ani trochę chamski i za wszelką cenę pragnie przejąć moc Kurosakiego. Ichigo pojawia się po raz pierwszy w podświadomości Ichigo podczas jego treningu z Uraharą. Wtedy to objawia się na jako maska na jego ciele. Później pojawiał się jeszcze wiele razy i przeszkadza Ichigo w walce. Kurosaki stoczył z nim pierwszą walkę wewnątrz swojej podświadomości, kiedy to musiał zyskać zaufanie Zangetsu. Wtedy to po walce z ust hollowa padają takie słowa: „Wychowaj go dobrze Zangetsu, będzie mój w swoim czasie”. Kolorystyka Ichigo była odwrócona, co stworzyło teorie o alter ego. Na twarzy zawsze można było dostrzec sadystyczny uśmieszek. Dotąd był częścią Zangetsu i był przez niego świetnie kontrolowany, jednak rosnąc w siłę objął Zangetsu w swoje władanie i uczynił go swoja częścią. Od tego momentu zaczęły się prawdziwe kłopoty z hollowem, bowiem Ichigo torturował swojego „pana” psychicznie, co skłoniło Ichigo do szukania pomocy u Vizardów. W tym czasie pokazała się prawdziwa forma hollowa. Wyglądał wtedy jak jaszczur, a każda rana regenerowała się w zawrotnym tempie. Potrafił także wystrzelić pocisk cero z palców. Ichigo wygrał jednak ich pojedynek. Przed zniknięciem Ichigo poinformował shinigami: „Jeśli będziesz nieuważny, zaciągnę cię na dół i zmiażdżę ci czaszkę”, dodał jeszcze, że jeśli Ichigo będzie na krańcu wytrzymałość fizycznej, to hollow znów wróci. Od tego momentu mroczna część Ichigo objawia się tylko w postaci maski. Po wydarzeniach z Hueco Mundo maska nie odpada po 11 sekundach lecz czas jej działania jest zależny od determinacji Ichigo. Fani mają nadzieję, że hollow w Ichigo ponownie się przebudzi. Uwielbiał on bowiem walki i nie wahał się zabić nikogo.

### Formy
Zostały one przedstawione w kolejności ukazywania w anime. Obrazuje to zależności pomiędzy poszczególnymi formami Pustego. Każda kolejna forma maski, daje Ichigo większą moc, jednak coraz trudniej jest je kontrolować, co może doprowadzić do opanowania ciała użytkownika przez Pustego.

#### Formujący się Hollow
Forma ta jest ukazana tylko raz, a mianowicie podczas treningu Ichigo z Uraharą przed wyruszeniem na misję ratowania Rukii. Nie posiada ona żadnej mocy, a maska jest jedynie bezużytecznym dodatkiem.

#### Maska – etap I
Jest to pierwszy etap maski Ichigo. Posiada ona kilka czerwonych detali w okolicach lewego oka. Zwiększa ona moc Ichigo.

#### Hollow – etap I
Hollow opanowuje i transformuje ciało Ichigo w Pustego. Ta postać Pustego jest znacznie silniejsza i szybsza od Ichigo. Potrafi także używać Cero, które w jej przypadku jest formowane na palcu wskazującym. Pierwszy raz forma ta jest pokazana podczas treningu Przedstawiciela Shinigami z Visoredami.

#### Maska – etap II
Kolejna wersja maski. Tym razem czerwone pasy obejmują całą lewą połowę. Ponownie zwiększa siłę Ichigo.

#### Hollow – etap II (często spotykany pod nazwą Vasto Lorde)
Hollow opanowuje martwe ciało Ichigo i wskrzesza je. Dzieje się to podczas walki Ichigo z Ulquiorrą na dachu Las Noches, gdy Espada używa swojego Cero Oscuras, by wypalić sporą część klatki piersiowej Przedstawiciela Shinigami. Forma ta potrafi zatrzymać najpotężniejszy atak Ulquiorry – Lanza del Relampago, gołą ręką. Strzela Cero spomiędzy dwóch rogów, które posiada na głowie. Jest to najsilniejszy Pusty w anime.

#### Maska – etap III
Ostatnia forma maski Ichigo. Pojawia się po walce z Ulquiorrą. Jest ona symetryczna. Dwa czerwone pasy przecinają w pionie oczy. Przypomina tą, którą posiada Full-hollow Ichigo. Jest ona trudna do kontrolowania. Za pierwszym razem Ichigo nie był w stanie utrzymać jej dłużej niż kilka sekund, więc nie wiadomo, w jakim stopniu wpływa na jego siłę.

## Odbiór
Ichigo Kurosaki zajął 10. miejsce w rankingu najlepszych postaci anime w 2004 roku według miesięcznika Animage. Rok później uplasował się na 11 pozycji. W 2006 roku ponownie znalazł się na 10. miejscu. Magazyn IGN umieścił go na 20 miejscu spośród 25 najbardziej popularnych bohaterów anime wszech czasów. W 2007 roku miesięcznik Newtype uznał Ichigo Kurosakiego najlepszym męskim bohaterem anime. W sondażach przeprowadzanych wśród fanów przez tygodnik wydający mangę Bleach – Weekly Shōnen Jump, główny bohater zajmował I miejsce do 2008 roku.